# 天德 (日本)
天德（957年11月21日~961年3月5日）是日本的年號。使用這年號之日本天皇是村上天皇。

## 改元
- 天曆十一年十月廿七（957年11月21日） ：改元。
- 天德五年二月十六（961年3月5日） ：改元應和。

## 出處
- 《易經》：“飛龍在天、乃位乎天德”

## 紀年、干支、西曆對照表
| 天德 | 元年  | 二年  | 三年  | 四年  | 五年  |
| ---- | ----- | ----- | ----- | ----- | ----- |
| 公元 | 957年 | 958年 | 959年 | 960年 | 961年 |
| 干支 | 丁巳  | 戊午  | 己未  | 庚申  | 辛酉  |